# Samostalniški zaimek
Samostálniški zaímek je samostalniška beseda, ki zamenjuje samostalnik in posredno poimenuje enoto stvarnosti. Tako kot samostalnikom, lahko tudi samostalniškim zaimkom določimo spol, število in sklon. Nekatere oblike poznajo vse tri spole (on, ona, ono), druge pa le moškega (nekdo) ali srednjega (nekaj).
Ločimo:
- osebne zaimke
- osebni povratni zaimek
- neosebne zaimke – osebe ne moremo določiti

## Osebni zaimki
Osebni zaimek je lahko moškega, ženskega ali srednjega spola (on, ona, ono), le zaimka za 1. in 2. osebo ednine imata za vse spole enako obliko (jaz, ti). Osnova osebnih zaimkov je od rodilnika dalje nadomestna. 
Osebni zaimek zaznamuje udeleženost v pogovoru (npr. jaz – govoreči, ti – ogovorjeni, on – neudeleženi). Ločimo tri oblike:
- naglasne oblike: jàz, mêne, mêni, mêne, o mêni, z menój;
- naslonske oblike (kratke): me, mi, te in
- navezne (predlog + naslonska oblika): po + me = pome, za + te = zate.

Naslonske oblike se pojavljajo v rodilniku, dajalniku in tožilniku vseh števil (mêne – me, náju – naju, nàs – nas). Obstajajo tudi naglašene naslonske oblike, ki pa se uporabljajo redko, npr. na mé namesto name.
Navezne oblike imajo naglas na predlogu (name, prednjo, zame, zate). Uporabljamo jih za tožilnik ednine vseh oseb ter 3. osebo dvojine in množine.

## Osebni povratni zaimek
Osebni povratni zaimek je za vse spole, števila in osebe enak in nima imenovalniške oblike. Uporablja se tedaj, ko sta osebek in predmet (ali prislovno določilo) ista predmet ali stvar in pozna naslednje oblike:
|                  | Im. | Rod. | Daj. | Tož.                          | Mest.    | Or.             |
| ---------------- | --- | ---- | ---- | ----------------------------- | -------- | --------------- |
| Naglasne oblike  | /   | sebe | sebi | sebe                          | (o) sebi | (s) seboj/ sabo |
| Naslonske oblike | /   | se   | si   | se                            | /        | /               |
| Navezne oblike   | /   | /    | /    | zase, podse, nase, vase, zase | /        | /               |

## Neosebni zaimki
- Vprašalni zaimek: kdo, kaj, zakaj
- Nedoločni zaimek: nekdo, nekaj
- Nikalni zaimek: nihče, nič (o ničemer, z ničimer)
- Oziralni zaimek: kdor, kar
- Celostni zaimek: vsakdo, vse
- Mnogostni zaimek: marsikdo, marsikaj, marsikdaj, redkokdo
- Poljubnostni zaimek: kdo, kaj

Zaimki tipa kdo so moškega spola (npr. nekdo, kdor, nihče), zaimki tipa kaj pa srednjega (nekaj, kar, nič). 